# Colón (departement)
Departamento de Colón är ett departement i Honduras. Det ligger i den nordöstra delen av landet, 250 km nordost om huvudstaden Tegucigalpa. Antalet invånare är 164 000. Arean är 8 249 kvadratkilometer.
Departamento de Colón delas in i kommunerna:

1. Balfate
2. Bonito Oriental
3. Iriona
4. Limón
5. Savá
6. Santa Fe
7. Santa Rosa de Aguán
8. Sonaguera
9. Tocoa
10. Trujillo

Följande samhällen finns i Departamento de Colón:

- Tocoa
- Sabá
- Trujillo
- Bonito Oriental
- Elíxir
- Zamora
- Corocito
- Quebrada de Arena
- Jericó
- La Esperanza
- Salamá
- Cusuna
- Francia
- Santa Rosa de Aguán
- Taujica
- Puerto Castilla
- Punta Piedra
- Prieta
- La Brea
- La Curva